# Юльсбі
Юльсбі (нім. Uelsby), також Юльвесбю (дан. Ylvesby) — громада в Німеччині, розташована в землі Шлезвіг-Гольштейн. Входить до складу району Шлезвіг-Фленсбург. Складова частина об'єднання громад Зюдангельн.
Площа — 10,6 км2. Населення становить 431 ос. (станом на 31 грудня 2020).